# Silali
La muntanya Silali és un volcà inactiu del Gregory Rift (la branca oriental del sistema de fractures de la Gran Vall del Rift), prop de Kapedo, Kenya.
Silali es troba al sud de la Vall Suguta, que arriba cap al nord fins al llac Turkana, i està a uns 70 quilòmetres al nord del llac Baringo.

## Geologia
El Silali forma part d'un grup de volcans, junt amb el Paka i el Korosi, de les planes de Loyamoruk de l'est de la Divisió Nginyang del comtat de Baringo.
El Silali és un volcà recent que es va convertir en actiu fa 400.000-220.000 anys, i encara estava actiu fa 5.000 anys. La seva impressionant caldera de 5x8 km i 300 m de profunditat la converteix en la més gran de la Vall del Rift Gregory. El seu desenvolupament precaldera va començar fa uns 63.000 anys amb peralcalines, traquites i piroclastes, succeïts per materials lleugerament alcalins fins a la transició de basalts.
La composició dels basalts de la muntanya són similars als basalts de les illes oceàniques, però tenen una gamma d'isòtops que indiquen una varietat d'orígens.

## Medi ambient
La mitjana anual de temperatura a les planes de Loyamoruk és de 26 °C, elevant-se a 40 °C en la temporada de calor. La precipitació mitjana és de 594 mil·límetres, amb àmplies variacions.
Les plantes de la plana de la sabana no tenen una font permanent d'aigua; el riu Nginyang flueix només després de les pluges. Hi ha algunes pastures perennes a les terres altes del Silali.
Segons els relats orals, el medi ambient s'ha convertit significativament més sec en les últimes dècades, i amb menys pastura i menys tipus d'herba.

## Energia geotèrmica
La muntanya és una font d'energia geotèrmica. Hi ha aigües termals en Kapedo, cap a l'oest, amb temperatures entre 45 °C i 55 °C. La part oriental té moltes fumaroles i terrenys calents amb temperatures que oscil·len entre 65 °C i 90 °C.
El setembre del 2011, la Companyia de Desenvolupament Geotèrmic (GDC - Geothermal Development Company) de Kenya va dir que 19 empreses havien presentat les seves ofertes per al desenvolupament de plantes d'energia geotèrmica al llac Bogoria i al Silali. La GDC pretén triar vuit empreses, per a construir cadascuna una planta de 100 MW de potència. S'espera que les plantes comencin a produir electricitat el 2017.